# Vụ dẫm đạp tại El Paraíso
Vụ giẫm đạp tại El Paraíso với hơn 500 người xảy ra vào rạng sáng ngày 16 tháng 6 năm 2018 tại Câu lạc bộ xã hội El Paraíso, còn được biết là Câu lạc bộ Los Cotorros, trong khu đô thị hóa El Paraíso ở Caracas, Venezuela. Vụ giẫm đạp này xảy ra sau vụ một bình hơi cay bị phát nổ trong một cuộc cãi vã giữa nhóm sinh viên của nhiều trường khác nhau trong buổi dạ vũ. Theo báo cáo chính thức của cảnh sát, nguyên nhân tử vong là do ngạt thở và đa chấn thương.